# Tytry

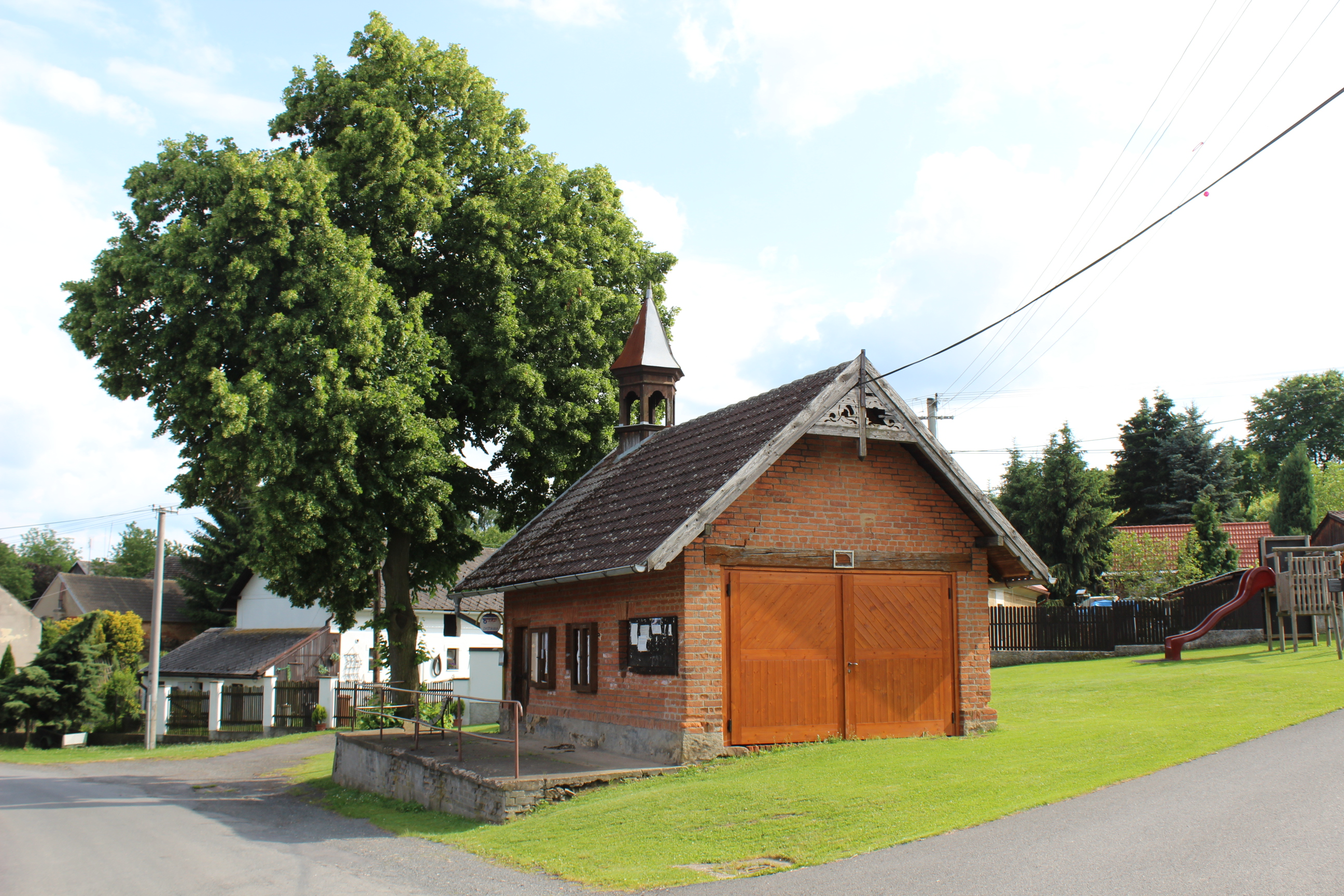
Kapelle auf dem Dorfplatz

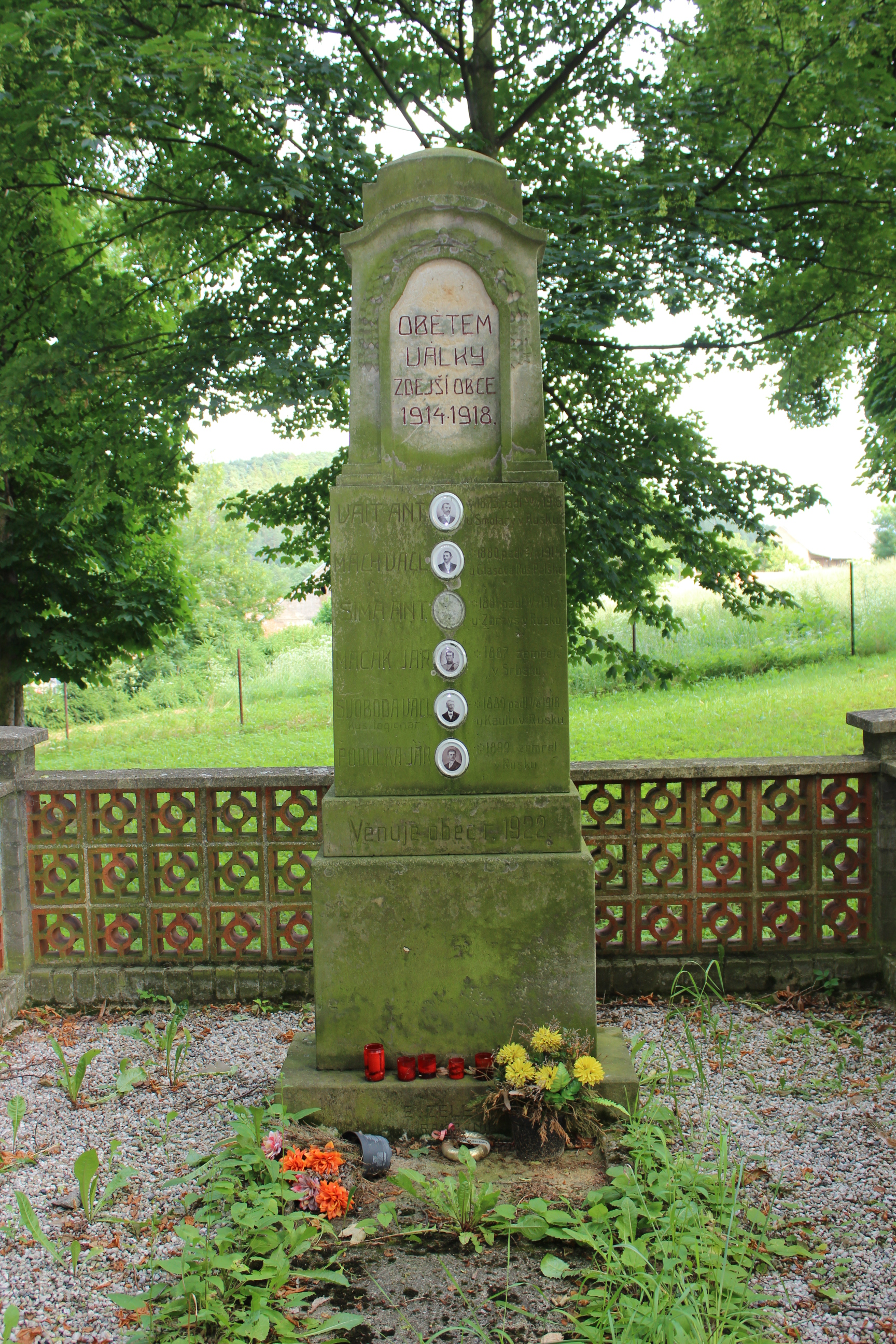
Denkmal für die Gefallenen des Ersten Weltkrieges

Tytry (deutsch Tittrich, auch Titter) ist ein Ortsteil von Pavlíkov in Tschechien. Er liegt neun Kilometer südlich von Rakovník und gehört zum Okres Rakovník.

## Geographie
Tytry befindet sich in der Křivoklátská vrchovina im Landschaftsschutzgebiet Křivoklátsko. Das Dorf liegt im Tal des Tyterský potok (Titterbach). Nördlich erhebt sich der Na Stráží (480 m), im Osten die Kamenná (429 m), südöstlich der Žalkov (434 m), im Westen die Hůrka (491 m) sowie nordwestlich der Kočkov (494 m).
Nachbarorte sind Křižovatka und Pavlíkov im Norden, Všetaty, Lašovice, Pustověty, Čepiny und Kalubice im Nordosten, Na Čihátku und Malá Buková im Osten, Skřivaň, Tyterský Mlýn und Hracholusky im Südosten, Novosedly, Hřebečníky, Újezdec, Dvorec, Slabce und Malé Slabce im Süden, Skupá, Svinařov und Nová Ves im Südwesten, Rousínov, Zhoř und U Cihelny im Westen sowie Panoší Újezd, Hvozd und Senec im Nordwesten.

## Geschichte
Archäologische Funde belegen, dass an der Stelle des heutigen Dorfes um 600 eine Siedlung bestanden hat.
Tytry wurde zum  Ende des 13. Jahrhunderts durch den böhmischen Unterkämmerer Dietrich Spatzmann (Dětřich Špatzman) gegründet und ist nach ihm benannt. Die erste schriftliche Erwähnung des Dorfes erfolgte im Jahre 1318.
Zu Beginn des 17. Jahrhunderts gehörte das Dorf zum Gut Hořkau. Im Jahre 1623 wurde das Gut als Besitz von Adam Kinsky von Wchinitz und Tettau konfisziert und dem kaiserlichen Obristlieutenant Franz de Curirs verkauft. Nachfolgende Besitzer waren die Freiherren von Helversen und danach die Freiherren Hildprandt von und zu Ottenhausen.
Nachdem Karl Joseph Hildprandt von und zu Ottenhausen 1754 das Gut Slabetz erworben hatte, verlegte er seine Residenz von Hořkau in das dortige Schloss. 1762 erbte sein Enkel Wenzel Karl Hildprandt von und zu Ottenhausen die Herrschaft Slabetz mit den angeschlossenen Gütern; 1803 folgte dessen Sohn Franz Hildprandt von und zu Ottenhausen, der die Herrschaft am 3. März 1841 an den k.k. Kämmerer Ferdinand Hildprandt von und zu Ottenhausen verkaufte.
Im Jahre 1843 bestand Tittrich/Titry aus 25 Häusern mit 192 Einwohnern, darunter einer jüdischen Familie. Im Dorf gab es einen herrschaftlichen Meierhof mit Schäferei, eine dominikale Pottaschensiederei, ein Wirtshaus und eine Mühle. Pfarrort war Groß-Augezd. Bis zur Mitte des 19. Jahrhunderts blieb Tittrich dem an die Herrschaft Slabetz angeschlossenen Gut Hořkau (Zhoř) untertänig.
Nach der Aufhebung der Patrimonialherrschaften bildete Tytry / Tittrich ab 1850 einen Ortsteil der Gemeinde Velký Oujezd im Bezirk Rakonitz und Gerichtsbezirk Rakonitz. 1880 löste sich Tytry von Velký Oujezd los und bildete eine eigene Gemeinde. Im Jahre 1932 lebten in Tytry 228 Personen. Am 1. Jänner 1980 wurde Tytry nach Pavlíkov eingemeindet. Im Jahre 1991 hatte das Dorf 56 Einwohner, beim Zensus von 2001 lebten in den 30 Wohnhäusern von Tytry 64 Personen. Tytry ist heute ein Erholungsort, über die Hälfte der Häuser ist nicht ständig bewohnt.

## Sehenswürdigkeiten
- Kapelle am Dorfplatz
- Gezimmerte Chaluppen in Volksbauweise
- Denkmal für die Gefallenen des Ersten Weltkrieges